# Martin Motnik
Martin Motnik (Ludwigshafen, 10 de novembro de 1972) é um baixista alemão, mais conhecido por seus trabalhos com as bandas de heavy metal Accept (desde 2019), Darkseed (2003 – 2006), Atargatis (2006 – 2006), The Roxx (2006 – 2008) e Eisbrecher (2006 – 2008), e também na banda do guitarrista Uli Jon Roth (2008-2012).

## Carreira
Motnik começou a tocar guitarra aos sete anos, quando mudou para o baixo elétrico em 1985, aos 13 anos, tendo como inspiração Billy Sheehan.
Depois de se apresentar localmente com suas primeiras bandas originais, a estreia internacional de Martin foi como baixista e vocalista da banda "The Winners", que liderou as paradas alemãs com a canção "Go for Gold", a canção da equipe olímpica alemã Jogos Olímpicos de Seul, em 1988.
Nos anos 1990, Martin obteve sucesso nacional com sua banda original "What4" quando a maior estação de TV privada da Alemanha, ProSieben, escolheu uma das composições originais de Martin, "All Behind", para um de seus trailers.
Em 2003, Motnik se juntou ao Darkseed, tocando no álbum de estúdio Ultimate Darkness, de 2005.
Em 2005, ele lançou seu primeiro álbum solo, intitulado "Bass Invader", que contou com a colaboração do baterista Gregg Bissonette. Neste álbum, o guitarra sueco Mattias Eklundh toca em duas faixas. "Bass Invader" recebeu críticas positivas de revistas de diversas partes do mundo.
Em 2006, Motnik se juntou ao The Roxx, onde permaneceu até 2008. Ao mesmo tempo, ele tocou baixo nas turnês de Eisbrecher.
Motnik mudou-se para os Estados Unidos em 2008. Neste mesmo ano, ele foi convidado para ser o baixista da banda do guitarrista Uli Jon Roth em uma turnê nos Estados Unidos. Motnik também tocou com Roth nas turnês norte-americanas de 2009 e 2012. Além disso, ele trabalhou como músico de estúdio e sessão com vários artistas diferentes, como Chris Slade (AC / DC), Gregg Bissonette, e Phil Campbell.
Em abril de 2019, ele substituiu Peter Baltes como baixista da banda Accept. Too Mean to Die é o primeiro álbum do Accept que ele toca. Motnik esteve ativamente envolvido na composição das canções e escreveu algumas canções para o álbum.

## Discografia
Solo
- 2005 - Bass Invader (com Gregg Bissonette)

com o Darkseed
- 2008 - Ultimate Darkness

com o Accept
- 2020 - Too Mean to Die

Outros Trabalhos
- Worlds Apart – Everlasting love (single) – ©1996 Arista/BMG, BMG Eurodisc Ltd.
- The Body & Soul Allstars – Best things in life are free (single) – ©1996 Sony Music
- The Winners – Island of sun (LP) – ©1996 Weltbild Verlag GmbH – CD 703447
- Dan Lucas – News (LP) – ©1996 Arcade Music Company GmbH – CD 8800576
- O2 – Oxygene (single) – ©1996 ZYX Music GmbH – CD 8536-8
- Martha Wash feat RuPaul – It’s raining man … The Sequel (single) – ©1997 BMG/Logic Records
- Clueless – Don’t speak (single) – ©1998 ZYX Music GmbH & Co. KG – CD 2145-8
- What4 – What4 (LP) – ©1999 Kintom Music km-199001-2
- What4 – All behind (single) – ©2003 Kintom Music km-103001-1
- Graham Bonney – Der letzte Rock’n’roll (single) – ©2003 Emi Electrola GmbH
- What4 Fourward (LP) – ©2004 Kintom Music – km-104001-2
- Martin Motnik with Gregg Bissonette – Bass Invader (LP) feat. Mattias IA Eklundh – ©2005 Kintom Music – 023144
- Atargatis – Wasteland (LP) ©2006 Massacre Records GmbH – MAS CD 0492
- “Gitarre & Bass” workshop playbacks (German guitar player magazine) © 2006 Musik Media Verlag
- “Sticks” workshop playbacks (German guitar player magazine) © 2006 Musik Media Verlag
- Harold Faltermeyer feat. Ambermoon – “Two Worlds” Computer game soundtrack – ©2007 Topware
- The Roxx – Unleash your demon (LP) – ©2007 Rockville Music
- Q-Ten-Peck – Prestige (LP) – ©2008
- Die Zeitmaschine – Film music, German TV documentary about watchmaker Helmut Sinn ©2008 frame-spotting mediaport
- Beyond the void – Gloom is a trip for two (LP) – ©2008
- The Roxx – The Roxx Unleash The Demon (DVD) – ©2008 Rockville Music
- Jason Sadites – Weve (LP) feat. Chad Wackerman, Tony Levin, Kenny Aronoff, Gregg Bissonette – ©2008
- Ralf Jung – Art of Pop (LP) – ©2010
- Ecotonic – When Sparks Fly (CD) – © 2010
- Mansour – Live in Concert (CD & DVD) – © 2010
- Various Artists – Guitar Addiction – A Tribute To Modern Guitar (Song) – © 2011, song “Frankly Speaking” feat. Christophe Godin, Cyril Achard, Mattias Eklundh Joop Wolters, and Atma Anur
- Marcus Boeltz and the Transatlantic Funk Unit – Departure (CD) – © 2011, feat. Michael Landau
- Jason Sadites – Broken (CD) – © 2012, feat. Tony Levin, Marco Minnemann, Bryan Beller, Alex Machacek and Kenny Aronoff
- Velvet Steel – Thunderous Rain (CD) – © 2013
- All the Wise – All the Wise (CD) – © 2013
- Mark Clear – Gave You My Heart (Single) – © 2013
- Marty and the Bad Punch – Troubleshooter (CD) – © 2013
- Born 2 Rule – World at War (CD) – © 2014
- Rob the Voice – Blues in the Night (CD) – © 2014
- Jason Sadites – Fuzzy Math (Song) – © 2015, feat. Marco Minnemann
- Chantal Hartmann – 365 Days Of The Year (CD) – © 2017 CAP Sounds3
- Tim Lucas – Born in Canada (CD) – © 2018 Middleway Records
- Crave and Wonder – Tales From The Porch (CD) – © 2018 Crave and Wonder